# 夏朗德河畔布里沃
夏朗德河畔布里沃（法語：Brives-sur-Charente，法語發音：[bʁiv syʁ ʃaʁɑ̃t]）是法国滨海夏朗德省的一个市镇，位于该省东部，属于桑特区。

## 地理
夏朗德河畔布里沃（45°40'16"N, 0°27'39"W）面积5.94 平方千米，位于法国新阿基坦大区滨海夏朗德省，该省份为法国西部滨海省份，北起旺代省，西临大西洋，南至吉倫特省，东南接多爾多涅省，东北接德塞夫勒省接壤，东临夏朗德省。
与夏朗德河畔布里沃接壤的市镇（或旧市镇、城区）包括：谢拉克、蒙蒂勒、佩里尼亚克、夏朗德河畔萨利尼亚克。

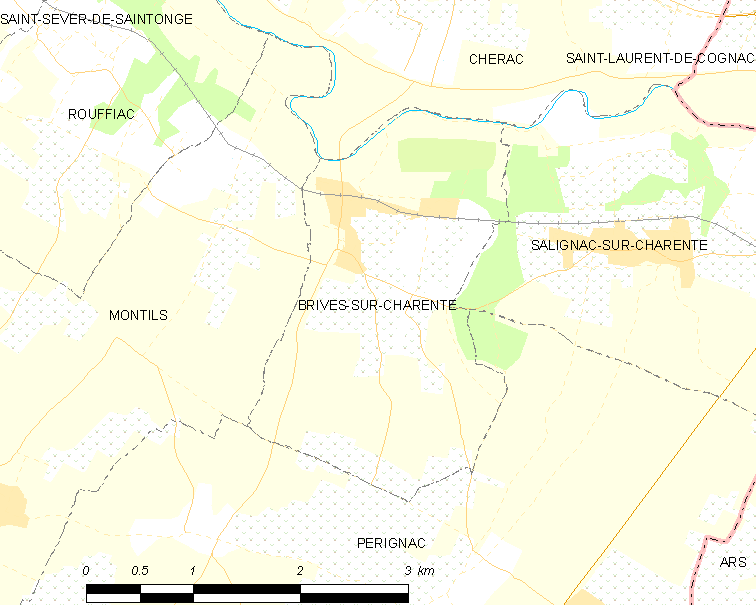
夏朗德河畔布里沃的OSM定位图

夏朗德河畔布里沃的时区为UTC+01:00、UTC+02:00（夏令时）。

## 行政
夏朗德河畔布里沃的邮政编码为17800，INSEE市镇编码为17069。

## 政治
夏朗德河畔布里沃所属的省级选区为泰纳克县。

## 人口

1962-2008年间夏朗德河畔布里沃人口变化图示

夏朗德河畔布里沃于2022年1月1日时的人口数量为219人。